# Angolmois: genkō kassen-ki
Angolmois: genkō kassen-ki (アンゴルモア〜元寇合戦記〜?, Angorumoa: genkō kassen-ki, lett. "Angolmois: le storie belliche delle invasioni mongole"") è un manga scritto e disegnato da Nanahiko Takagi, pubblicato da Kadokawa Shoten dal 26 febbraio 2013. Un adattamento anime, prodotto da NAZ, è stato trasmesso in televisione in Giappone a luglio 2018. Il termine "Angolmois" deriva dalle profezie di Nostradamus, riguardo al regno del grande sovrano di Anglomois, che viene interpretato come un anagramma dell'antica parola francese "Mongolais" (Mongoli), riferendosi direttamente a Genghis Khan.
Il manga ha un proprio seguito intitolato Angolmois genkō kassen-ki: Hakata-hen, scritto e disegnato dallo stesso Nanahiko Takagi a partire dal 2019.

## Trama
Maggio 1274. Lo sterminato esercito mongolo agli ordini di Kublai Khan approda sull'isola di Tsushima, primo passo verso la conquista dell'intero arcipelago giapponese. Il samurai rinnegato Kuchii Jinzaburō, condannato all'esilio per essere caduto in disgrazia agli occhi dello shogunato Kamakura, viene messo a capo dell'esercito dell'isola, e con il supporto di un eterogeneo gruppo di guerrieri dà il via ad una lunga serie di scontri per cacciare gli invasori da Tsushima e salvare il Giappone dall'orda mongola.

## Media

### Manga
Il manga, scritto e disegnato da Nanahiko Takagi, è stato serializzato sul Samurai Ace di Kadokawa Shoten dal 26 febbraio al 26 dicembre 2013, giorno in cui la pubblicazione della rivista fu sospesa; la serializzazione è poi ripresa online sul sito web ComicWalker l'11 luglio 2014. Il primo volume tankōbon è stato pubblicato il 10 febbraio 2015 e al 26 marzo 2018 ne sono stati messi in vendita in tutto nove.

#### Volumi
| Nº | Data di prima pubblicazione | Data di prima pubblicazione | Data di prima pubblicazione |
| Nº | Giapponese                  | Giapponese                  |                             |
| -- | --------------------------- | --------------------------- | --------------------------- |
| 1  | 10 febbraio 2015            | ISBN 978-4-04-102783-7      |                             |
| 2  | 10 marzo 2015               | ISBN 978-4-04-102784-4      |                             |
| 3  | 26 giugno 2015              | ISBN 978-4-04-103398-2      |                             |
| 4  | 26 ottobre 2015             | ISBN 978-4-04-103399-9      |                             |
| 5  | 26 febbraio 2016            | ISBN 978-4-04-103936-6      |                             |
| 6  | 26 agosto 2016              | ISBN 978-4-04-104407-0      |                             |
| 7  | 10 marzo 2017               | ISBN 978-4-04-104409-4      |                             |
| 8  | 26 agosto 2017              | ISBN 978-4-04-104410-0      |                             |
| 9  | 26 marzo 2018               | ISBN 978-4-04-106558-7      |                             |

### Anime
Annunciato il 1º luglio 2017 da Kadokawa all'Anime Expo, un adattamento anime, prodotto da NAZ e diretto da Takayuki Kuriyama, ha iniziato la messa in onda a luglio 2018. La composizione della serie è stata affidata a Shōgo Yasukawa, mentre il character design è stato sviluppato da Masayori Komine.